# Prača
Prača je řeka ve východní části Bosny a Hercegoviny, dlouhá 61 km. Je levostranným přítokem Driny.
Pramení na severním svahu horského masivu Jahorina nedaleko města Pale. Teče východním směrem přes Podgrab, Renovicu a Mesići, u městečka Ustiprača se vlévá do Driny. Povodí má rozlohu 1109 km², průměrný spád toku činí 23,5 ‰. Nejdůležitějšími přítoky jsou Rakitnica zleva a Čemernica zprava.
Prudký tok řeky vymlel mezi vápencovými horami kaňon Kračule dosahující hloubky až 600 m, který je chráněným územím. Nacházejí se zde četné jeskyně, z nichž největší je Govještica. Podél řeky byla roku 1906 postavena úzkokolejná železniční trať spojující Sarajevo a Užice, na níž byla pravidelná doprava ukončena roku 1974 a od té doby slouží jen k občasným nostalgickým jízdám. V době války v Bosně a Hercegovině bylo údolí řeky strategickým zásobovacím koridorem.
Nedaleko vesnice Mesići byla v roce 1950 vybudována přehrada s hydroelektrárnou, jejíž roční produkce činí 21 GWh.